# Paramacronychia hackmani
Paramacronychia hackmani är en tvåvingeart som beskrevs av Yu. G. Verves 1979. Paramacronychia hackmani ingår i släktet Paramacronychia och familjen köttflugor. Inga underarter finns listade i Catalogue of Life.